# Вінсент Ака-Акессе
Куадіо Венсан Ака-Акессе (фр. Kouadio Vincent Aka-Akesse; нар. 25 жовтня 1975, Трумабо, область Нзі-Комое) — івуарійський і французький борець вільного стилю, срібний призер чемпіонату Європи, переможець та дворазовий срібний призер чемпіонатів Африки, учасник трьох Олімпійських ігор.

## Біографія
Боротьбою почав займатися з 1995 року. Чемпіон Кот-д'Івуару 1993, 1994 і 1995 років. З 1994 року виступав за збірну Кот-д'Івуару. З 2003 захищав кольори збірної Франції. Чемпіон Франції 2003, 2004, 2005, 2006, 2007 і 2008 років. Виступав за борцівський клуб AS Клермон-Ферран.

## Спортивні результати на міжнародних змаганнях

### Виступи на Олімпіадах
| Змагання                    | Збірна      | Вагова категорія          | Місце |
| --------------------------- | ----------- | ------------------------- | ----- |
| Літні Олімпійські ігри 2000 | Кот-д'Івуар | вільна боротьба, до 85 кг | 20    |
| Літні Олімпійські ігри 2004 | Франція     | вільна боротьба, до 84 кг | 20    |
| Літні Олімпійські ігри 2008 | Франція     | вільна боротьба, до 96 кг | 17    |

### Виступи на Чемпіонатах світу
| Змагання                        | Збірна      | Вагова категорія          | Місце |
| ------------------------------- | ----------- | ------------------------- | ----- |
| Чемпіонат світу з боротьби 1999 | Кот-д'Івуар | вільна боротьба, до 85 кг | 9     |
| Чемпіонат світу з боротьби 2003 | Франція     | вільна боротьба, до 84 кг | 10    |
| Чемпіонат світу з боротьби 2005 | Франція     | вільна боротьба, до 96 кг | 22    |
| Чемпіонат світу з боротьби 2007 | Франція     | вільна боротьба, до 96 кг | 29    |

### Виступи на Чемпіонатах Африки
| Змагання                         | Збірна      | Вагова категорія          | Місце  |
| -------------------------------- | ----------- | ------------------------- | ------ |
| Чемпіонат Африки з боротьби 1994 | Кот-д'Івуар | вільна боротьба, до 82 кг | 6      |
| Чемпіонат Африки з боротьби 1996 | Кот-д'Івуар | вільна боротьба, до 82 кг | 7      |
| Чемпіонат Африки з боротьби 1997 | Кот-д'Івуар | вільна боротьба, до 85 кг | Срібло |
| Чемпіонат Африки з боротьби 1998 | Кот-д'Івуар | вільна боротьба, до 85 кг | Срібло |
| Чемпіонат Африки з боротьби 2000 | Кот-д'Івуар | вільна боротьба, до 85 кг | Золото |

### Виступи на Чемпіонатах Європи
| Змагання                         | Збірна  | Вагова категорія          | Місце  |
| -------------------------------- | ------- | ------------------------- | ------ |
| Чемпіонат Європи з боротьби 2005 | Франція | вільна боротьба, до 96 кг | Срібло |
| Чемпіонат Європи з боротьби 2006 | Франція | вільна боротьба, до 96 кг | 9      |
| Чемпіонат Європи з боротьби 2007 | Франція | вільна боротьба, до 96 кг | 15     |
| Чемпіонат Європи з боротьби 2008 | Франція | вільна боротьба, до 96 кг | 13     |

### Виступи на Всеафриканських іграх
| Змагання                 | Збірна      | Вагова категорія          | Місце |
| ------------------------ | ----------- | ------------------------- | ----- |
| Всеафриканські ігри 1999 | Кот-д'Івуар | вільна боротьба, до 85 кг | 6     |

### Виступи на інших змаганнях
| Змагання                                                          | Збірна      | Вагова категорія          | Місце  |
| ----------------------------------------------------------------- | ----------- | ------------------------- | ------ |
| Тестовий турнір FILA 1998                                         | Кот-д'Івуар | вільна боротьба, до 85 кг | 5      |
| Олімпійський кваліфікаційний турнір з боротьби 2000 (Мінськ)      | Кот-д'Івуар | вільна боротьба, до 85 кг | 10     |
| Олімпійський кваліфікаційний турнір з боротьби 2000 (Лейпциг)     | Кот-д'Івуар | вільна боротьба, до 85 кг | 4      |
| Олімпійський кваліфікаційний турнір з боротьби 2000 (Токіо)       | Кот-д'Івуар | вільна боротьба, до 85 кг | 6      |
| Олімпійський кваліфікаційний турнір з боротьби 2000 (Александрія) | Кот-д'Івуар | вільна боротьба, до 85 кг | 9      |
| Середземноморські ігри 2005                                       | Франція     | вільна боротьба, до 96 кг | Срібло |
| Міжнародний меморіал Дейва Шульца 2006                            | Франція     | вільна боротьба, до 96 кг | 4      |
| Гран-прі Німеччини з боротьби 2006                                | Франція     | вільна боротьба, до 96 кг | 9      |
| Олімпійський кваліфікаційний турнір з боротьби 2008 (Мартіні)     | Франція     | вільна боротьба, до 96 кг | 9      |
| Олімпійський кваліфікаційний турнір з боротьби 2008 (Варшава)     | Франція     | вільна боротьба, до 96 кг | Золото |